# Tomás de Almeida
Tomás de Almeida, portugalski rimskokatoliški duhovnik, škof in kardinal, * 5. oktober 1670, Lizbona, † 27. februar 1754.

## Življenjepis
12. junija 1695 je prejel duhovniško posvečenje.
6. decembra 1706 je bil imenovan za škofa Lamega in 3. aprila 1707 je prejel škofovsko posvečenje.
22. julija 1709 je bil imenovan za škofa Porta in 7. decembra 1716 za patriarha Lizbone.
20. decembra 1737 je bil povzdignjen v kardinala.